# Heinz Dembowski
Heinz Dembowski war ein deutscher Soldat. Dembowski trug im Jahre 1941 den Dienstgrad eines Oberleutnants und verfasste als solcher mehrere militärische Schriften.
Nach Kriegsende wurden viele seiner Schriften in der Sowjetischen Besatzungszone auf die Liste der auszusondernden Literatur gesetzt.

## Werke
- Das Abfassen von Meldungen und das Anfertigen von Skizzen, Berlin: Denckler 1941.
- Exerzieren und Kommandieren, Berlin: Denckler 1941. (Zeichnungen: Oberleutnant Dürrenfeldt)
- Geländebeschreibung und Geländebeurteilung, Berlin: Denckler 1941. (Zeichnungen: Oberleutnant Dürrenfeldt)
- Gewehrreinigen und Gewehrpflege, Berlin: Denckler 1941.
- Der Marschkompaß und sein Gebrauch und der Planzeiger und sein Gebrauch, Berlin: Denckler 1941.  (Zeichnungen: Oberleutnant Dürrenfeldt)
- Die Luftwaffe, Abzeichen, Uniformen, Aufbau, Einsatz, Berlin 1942 und 1943.